# Чазов Євген Іванович
Євген (Євгеній) Іванович Чазов (10 червня 1929, Нижній Новгород, РРФСР, СРСР — 11 листопада 2021) — радянський і російський кардіолог, міністр охорони здоров'я СРСР, академік РАН (1979) і РАМН (1971), член Президії РАМН, доктор медичних наук (1964), професор (1965). Лауреат Нобелівської премії миру (1985). Член ЦК КПРС (1982—1990), кандидат у члени ЦК КПРС (1981—1982). Депутат  Верховної Ради СРСР 9—11-го скликань. Лауреат  Ленінської (1982) і трьох  Державних премій СРСР (1969, 1976, 1991), премії Ради Міністрів СРСР,  Державної премії Росії (2004).

## Біографія
Народився в родині службовця.
У 1953 році закінчив Київський медичний інститут. Після закінчення інституту вступив до ординатури на кафедру госпітальної терапії кардіолога А. Л. Мясникова в 1-му Медичному інституті в Москві, де у 1956 році захистив дисертацію кандидата медичних наук.
З 1959 по 1967 рік працював в Інституті терапії АМН СРСР молодшим, потім старшим науковим співробітником, пізніше — заступником директора інституту з наукової роботи. Наукові інтереси Є. І. Чазова формувалися під впливом директора Інституту терапії АМН СРСР, лауреата міжнародної премії «Золотий стетоскоп» академіка АМН СРСР А. Л. Мясникова. В 1963 у Є. І. Чазов захистив докторську дисертацію.
Член КПРС з 1962 року.
З 1965 по 1967 рік Є. І. Чазов — директор Інституту терапії АМН СРСР, перетвореного в 1967 році в Інститут кардіології (з 1976 року — Інститут клінічної кардіології ім. А. Л. Мясникова) АМН СРСР. У 1967—1986 роках очолював 4-е Головне управління при Міністерстві охорони здоров'я СРСР. З 1968 року працював завідувачем відділенням невідкладної кардіології Інституту кардіології імені Мясникова.
Одночасно у червні 1968 — 1986 року — заступник міністра охорони здоров'я СРСР. З 17 лютого 1987 року по 29 березня 1990 року — міністр охорони здоров'я СРСР.
У 1976—1987 і з 1990 року — директор нового Всесоюзного кардіологічного наукового центру АМН СРСР (в 1991—1997 роках— Кардіологічний науковий центр РАМН). У 1997 році Центр був перетворений в Російський кардіологічний науково-виробничий комплекс Міністерства охорони здоров'я РФ, генеральним директором якого став Євген Чазов.
Автор ряду відкриттів в області кардіології, понад 500 наукових робіт, в тому числі 15 монографій, з проблем клінічної кардіології, а також книг «Хвороби серця і судин» (т. 1-4; 1982, 1992), «Здоров'я і влада» ( 1992) і «Рок» (2000). Під його керівництвом було захищено більше 100 докторських і кандидатських дисертацій.

## Факти з життя
В кінці 1970-х засобами пропаганди декларувалася абсолютно безглузда теорія, що в атомній війні капіталізм загине, а соціалізм виживе. В обговоренні цієї теми в студії взяли участь американський вчений Бернард Лаун і академік Євген Чазов. І Чазов тоді кинув згодом знамениту фразу, що «радіоактивний попіл соціалізму нічим не відрізнятиметься від радіоактивного попелу капіталізму». Лаун з ним погодився. Наступного дня Суслов в люті кричав на Зоріна: «Ти що, хочеш роззброїти нашу армію? Як ми повинні виховувати наших солдатів, якщо будемо їм говорити, що сподіватися нема на що і в атомній війні всі загинемо? Це антирадянська позиція». І закрив «9-ю студію». Але Чазов був лейб-медиком Леоніда Ілліча, він поговорив з Брежнєвим і після тримісячної перерви програму знову відкрили.
Як головний терапевт був особистим лікарем керівників СРСР і Росії — Л. І. Брежнєва, К. У. Черненка, Ю. В. Андропова, М. С. Горбачова і Б. М. Єльцина, а також лідерів іноземних держав. Ім'я Чазова було занесено в Книгу рекордів Гіннесса як людини, який лікував 19 лідерів з 16 країн світу.

## Нагороди та відзнаки
- Герой Соціалістичної Праці (27.06.1978)
- чотири ордени Леніна (17.02.1969, 11.03.1976, 27.06.1978, 26.06.1981)
- орден «За заслуги перед Вітчизною» І ст. (Російська Федерація) (10.06.2009)
- орден «За заслуги перед Вітчизною» ІІ ст. (Російська Федерація) (12.06.2004)
- орден «За заслуги перед Вітчизною» ІІІ ст. (Російська Федерація) (25.10.2014)
- орден «За заслуги перед Вітчизною» IV ст. (Російська Федерація) (13.06.2019).

Указом Президії Верховної Ради СРСР від 27 червня 1978 за великі заслуги в галузі охорони здоров'я, розвитку медичної науки, наданні лікувальної і санаторної допомоги Чазову Євгену Івановичу присвоєно звання Героя Соціалістичної Праці з врученням ордена Леніна і золотої медалі «Серп і Молот». Нагороджений медалями, Почесною грамотою Уряду Російської Федерації (20.05.1999), а також орденами і медалями іноземних держав, в тому числі орденом «Трудова слава» (Молдова), орденом Академічних пальм (Франція).
Заслужений діяч науки РРФСР (25.01.1974), Узбекистану і Киргизії. Доктор медичних наук (1963), професор (1965). Лауреат Ленінської премії (1982), Державної премії СРСР (1969, 1976, 1991) і РФ (2003), премії Ради Міністрів СРСР, премії імені С.П. Боткіна АМН СРСР (1967), премії імені А.Л. Мясникова АМН СРСР (1977), премії Фонду Леона Бернара з врученням медалі «За видатні заслуги в області громадської медицини» Всесвітньої Організації Охорони Здоров'я (1997), Міжнародної премії Фонду Святого Всехвального апостола Андрія Первозванного «За Віру і Вірність» (2004). Нагороджений Великою золотою медаллю імені М.В. Ломоносова РАН (2003), Золотою медаллю імені І. П. Павлова РАН (2011).
У 1971 році був обраний академіком АМН СРСР (з 1991 — РАМН), у 1979 році академіком АН СРСР (з 1991 — РАН). Академік і почесний професор багатьох академій та інститутів, в тому числі: Почесний член Академії наук Угорщини, Болгарії, Сербії, Таджикистану, Академії медичних наук Мексики, Колумбії, Польщі, Румунії, Почесний професор Московського державного університету, Почесний доктор наук Військово медичної академії (Санкт-Петербург) і Одеського державного медичного університету. Він був одним з творців факультету фундаментальної медицини Московського державного університету. Почесний громадянин Нижнього Новгорода (24.06.2009) і Бішкека (Киргизія).